# Gobierno de Santiago Peña
El gobierno de Santiago Peña se inició con su investidura presidencial el 15 de agosto de 2023, tras su victoria en las elecciones generales de ese año. Peña, candidato del Partido Colorado, asumió la presidencia de Paraguay para el periodo 2023-2028, convirtiéndose en el vigesimoquinto presidente proveniente de dicho partido.

## Antecedentes

### Inicios

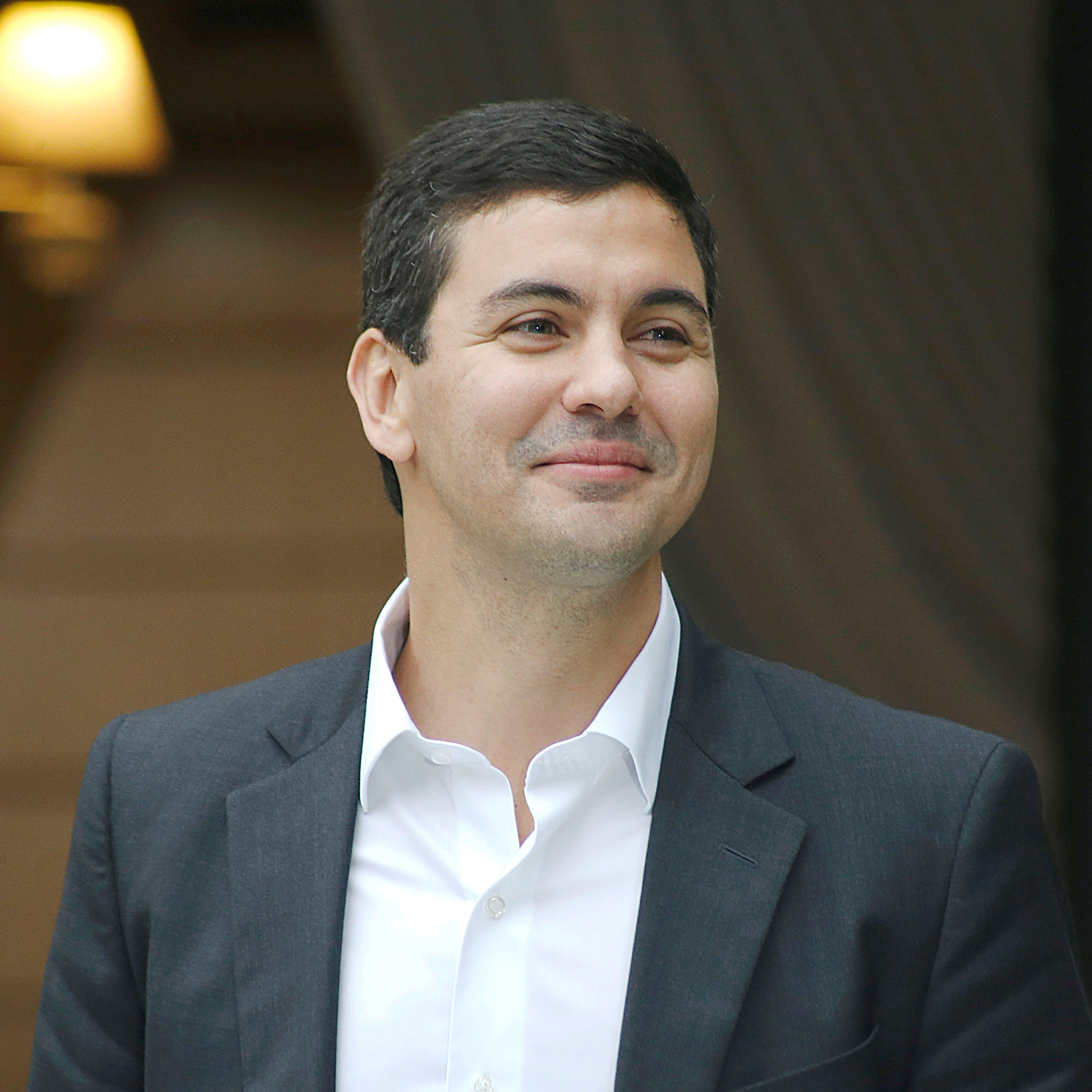
Peña en 2017.

Santiago Peña comenzó su trayectoria política en 2016, adhiriendo al Partido Colorado y alineándose con el movimiento interno Honor Colorado, bajo la dirección del expresidente Horacio Cartes. Previamente, durante el período comprendido entre 1996 y 2016, estuvo afiliado al Partido Liberal Radical Auténtico. En el contexto de las elecciones internas del Partido Colorado de 2017, Peña presentó su candidatura presidencial, obteniendo un total de 482 649 votos. Sin embargo, no logró superar a Mario Abdo Benítez, quien alcanzó 567 592 votos, resultando vencedor en la contienda.

### Elecciones generales de 2023
En 2022, Peña logró la victoria en las elecciones internas del Partido Colorado con 618 651 votos (51,60 %), consolidándose como su candidato presidencial para las elecciones generales del 30 de abril de 2023. Su campaña volvió a estar asociada con Horacio Cartes, quien fue electo presidente del Partido Colorado en el mismo proceso interno. Peña se impuso sobre la candidatura de Arnoldo Wiens, quien era apoyado por el entonces presidente Mario Abdo Benítez. A lo largo de su campaña, Peña se vio sometido a fuertes críticas en el ámbito político, siendo señalado por diversos sectores como un «títere» de Cartes. Estas críticas se intensificaron tras las sanciones impuestas por el Departamento de Estado de los Estados Unidos, que designó a Cartes como «significativamente corrupto».
En las elecciones generales de 2023, Peña obtuvo 1 292 079 votos (42,74 %) y resultó electo presidente de la República del Paraguay.
Tras su victoria en las elecciones generales de 2023, Santiago Peña recibió felicitaciones de diversas figuras políticas, incluido el presidente saliente Mario Abdo Benítez, así como de los presidentes Luiz Inácio Lula da Silva de Brasil y Alberto Fernández de Argentina. Además, Peña fue felicitado por el embajador de Taiwán en Asunción en nombre de la presidenta taiwanesa Tsai Ing-wen.
Su victoria estuvo marcada por controversias. Paraguayo Cubas, uno de sus opositores, denunció un supuesto fraude electoral, lo que provocó protestas por parte de sus seguidores. Cubas calificó a los miembros del Partido Colorado de «ladrones» y convocó a la resistencia popular. Los observadores electorales de la Organización de los Estados Americanos (OEA) afirmaron que no existían pruebas que cuestionaran la legitimidad de los resultados de las elecciones. Las protestas derivaron en bloqueos de carreteras y enfrentamientos con la policía, resultando en 70 arrestos.
A pesar de haber concedido la derrota, el candidato Efraín Alegre solicitó un recuento manual de los votos y una auditoría internacional. En medio de estas tensiones, el 5 de mayo, Paraguayo Cubas fue detenido en San Lorenzo, acusado de alterar el orden público.

## Formación del gobierno

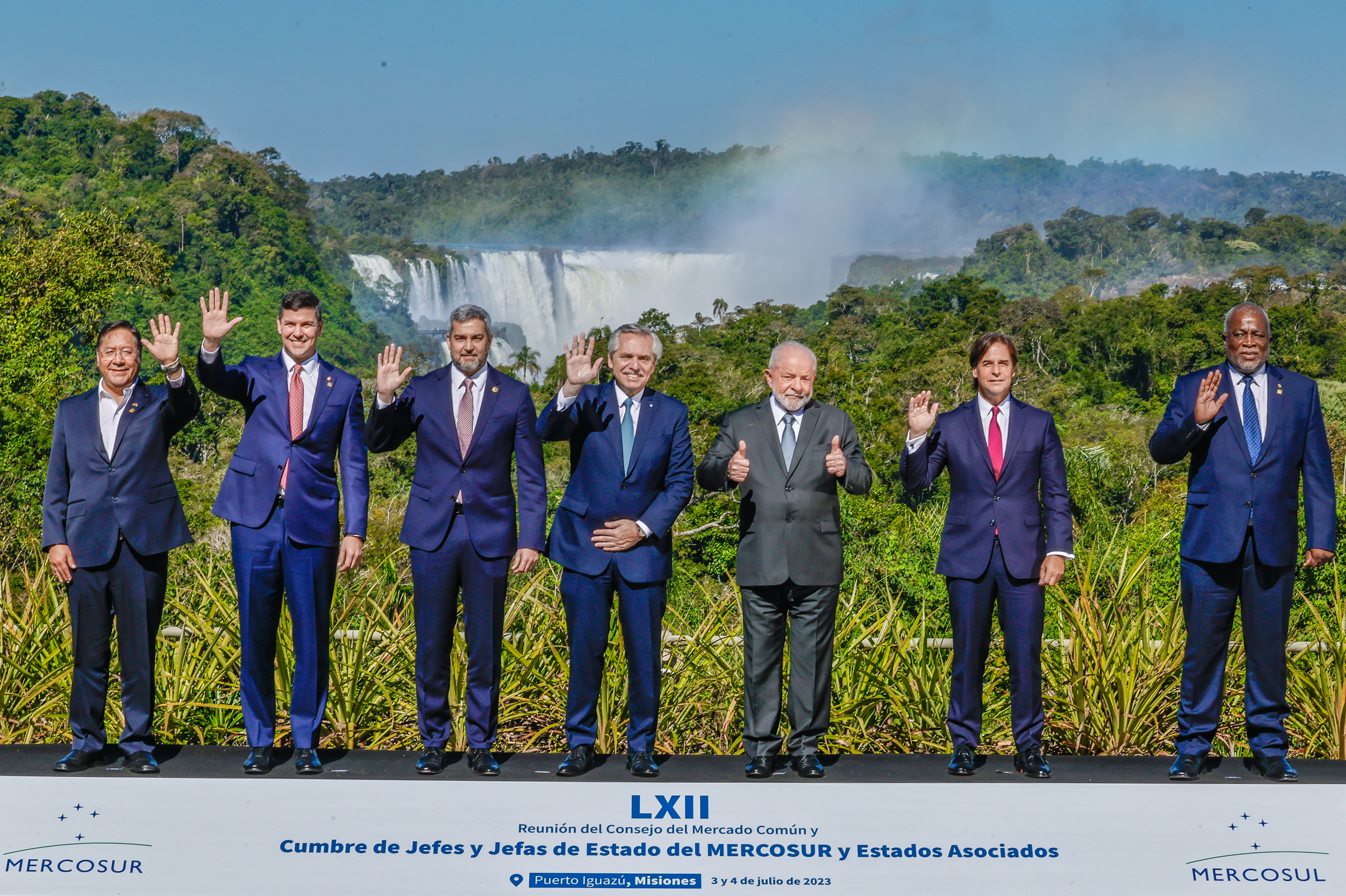
Peña y Abdo Benítez (segundo y tercero a la izquierda) en la cumbre del Mercosur en Puerto Iguazú (Argentina), en julio de 2023.

El gobierno de Santiago Peña se inició el 15 de agosto de 2023 tras su elección como presidente de la República del Paraguay. Prestó juramento como presidente a la edad de 44 años, convirtiéndose en el presidente más joven del Paraguay desde la restauración de la democracia en 1989, superando a Mario Abdo Benítez, quien tenía 46 años al momento de su inauguración. En los primeros días de su mandato, se impulsaron reformas administrativas orientadas a la reorganización del Poder Ejecutivo y la centralización de funciones estatales. Una de las principales modificaciones fue la creación del Ministerio de Economía y Finanzas, promulgada el 23 de agosto de 2023. Esta nueva cartera absorbió las funciones del extinto Ministerio de Hacienda, la Secretaría Técnica de Planificación del Desarrollo Económico y Social (STP) y la Secretaría de la Función Pública (SFP). Carlos Fernández Valdovinos fue designado como el primer ministro de esta institución. Asimismo, se estableció la Dirección Nacional de Ingresos Tributarios (DNIT), mediante la fusión de la Subsecretaría de Estado de Tributación (SET) y la Dirección Nacional de Aduanas (DNA).
En cuanto a las entidades binacionales y otras instituciones clave, Justo Zacarías Irún fue nombrado director general interino de Itaipú Binacional, mientras que Luis Federico Benítez Cuevas asumió como director interino de la Entidad Binacional Yacyretá (EBY). En el Banco Nacional de Fomento (BNF), la presidencia fue asignada a Manuel Ochipinti. Por su parte, Liliana Alcaraz fue designada ministra de la Secretaría de Prevención de Lavado de Dinero o Bienes (Seprelad).

### Gabinete presidencial
Peña ha manifestado su intención de que su gabinete esté compuesto en su totalidad o en su mayoría por miembros del Partido Colorado. El presidente, el vicepresidente y los demás miembros del gabinete asumieron sus funciones el 15 de agosto de 2023.
| Ministerios y Secretarías del Gobierno de Santiago Peña                       | Ministerios y Secretarías del Gobierno de Santiago Peña | Ministerios y Secretarías del Gobierno de Santiago Peña | Ministerios y Secretarías del Gobierno de Santiago Peña |               |
| Cartera                                                                       | Titular                                                 | Profesión                                               | Período                                                 | Ref.          |
| ----------------------------------------------------------------------------- | ------------------------------------------------------- | ------------------------------------------------------- | ------------------------------------------------------- | ------------- |
| Jefatura de Gabinete                                                          | Lea Giménez                                             | Economista                                              | 15 de agosto de 2023 -                                  | [ 17 ]        |
| Ministerio del Interior                                                       | Enrique Riera Escudero                                  | Abogado                                                 | 15 de agosto de 2023 -                                  | [ 18 ]        |
| Ministerio de Economía y Finanzas                                             | Carlos Gustavo Fernández Valdovinos                     | Economista                                              | 15 de agosto de 2023 -                                  | [ 19 ]        |
| Ministerio de Relaciones Exteriores                                           | Rubén Ramírez Lezcano                                   | Economista y diplomático                                | 15 de agosto de 2013 -                                  | [ 20 ]        |
| Ministerio de Salud Pública y Bienestar Social                                | María Teresa Barán                                      | Médica familiar y salubrista                            | 15 de agosto de 2023 -                                  | [ 21 ]        |
| Ministerio de la Mujer                                                        | Cynthia Figueredo                                       | Contadora pública                                       | 15 de agosto de 2023 -                                  | [ 22 ]        |
| Ministerio de Justicia                                                        | Ángel Ramón Barchini                                    | Abogado y notario                                       | 15 de agosto de 2023 -                                  | [ 23 ]        |
| Ministerio de Trabajo, Empleo y Seguridad Social                              | Mónica Recalde                                          | Abogada                                                 | 15 de agosto de 2023 -                                  | [ 24 ]        |
| Ministerio de Obras Públicas y Comunicaciones                                 | Claudia Centurión                                       | Ingeniera civil                                         | 15 de agosto de 2023 -                                  | [ 25 ]        |
| Ministerio de Agricultura y Ganadería                                         | Carlos Alcibiades Giménez Díaz                          | Médico Veterinario                                      | 15 de agosto de 2023 -                                  | [ 26 ] [ 27 ] |
| Ministerio de Industria y Comercio                                            | Javier Giménez García de Zúñiga                         | Administrador de empresas                               | 15 de agosto de 2023 -                                  | [ 28 ]        |
| Ministerio de Defensa Nacional                                                | Óscar González                                          | General del Ejército                                    | 15 de agosto de 2023 -                                  | [ 29 ] [ 30 ] |
| Ministerio de Educación y Ciencias                                            | Luis Fernando Ramírez                                   | Sociólogo                                               | 15 de agosto de 2023 -                                  | [ 31 ]        |
| Ministerio de Desarrollo Social                                               | Miguel Tadeo Rojas                                      | Administrador de Empresas                               | 15 de agosto de 2023 -                                  | [ 32 ]        |
| Ministerio del Ambiente y Desarrollo Sostenible                               | Rolando de Barros Barreto Acha                          | Ingeniero forestal                                      | 15 de agosto de 2023 -                                  | [ 33 ]        |
| Ministerio de Urbanismo, Vivienda y Hábitat                                   | Juan Carlos Baruja                                      | Ingeniero civil                                         | 15 de agosto de 2023 -                                  | [ 34 ]        |
| Ministerio de Tecnologías de la Información y Comunicación                    | Gustavo Villate                                         | Empresario tecnólogo                                    | 15 de agosto de 2023 -                                  | [ 35 ]        |
| Ministerio de la Niñez y la Adolescencia                                      | Walter Gutiérrez                                        | Abogado                                                 | 15 de agosto de 2023 -                                  | [ 36 ]        |
| Secretaría Nacional de Deportes                                               | César Ramírez Caje                                      | Exfutbolista                                            | 15 de agosto de 2023 -                                  | [ 37 ]        |
| Secretaría Nacional de Turismo                                                | Angie Duarte de Melillo                                 | Licenciada en Marketing y Administración                | 16 de agosto de 2023 -                                  | [ 38 ]        |
| Secretaría Nacional de Cultura                                                | Adriana Ortiz Semidei                                   | Psicóloga y Diseñadora de Moda                          | 15 de agosto de 2023 -                                  | [ 39 ]        |
| Secretaría Nacional por los Derechos Humanos de las Personas con Discapacidad | Yody Marlene Ledesma                                    |                                                         | 15 de agosto de 2023 -                                  | [ 40 ]        |
| Secretaría Nacional de la Juventud                                            | Florencia Taboada Evreinoff                             | Internacionalista y Economista                          | 15 de agosto de 2023 -                                  | [ 41 ]        |
| Secretaría Nacional Antidrogas                                                | Jalil Rachid                                            | Abogado y Fiscal                                        | 15 de agosto de 2023 -                                  | [ 42 ]        |
| Secretaría Nacional de Inteligencia                                           | Marco Alcaraz                                           | Abogado y Fiscal                                        | 15 de agosto de 2023 -                                  | [ 42 ]        |

## Política interior
Peña ha expresado su preferencia por un «Estado pequeño», que se enfoque en proveer seguridad, salud pública y educación, dejando el resto al sector privado.

### Educación
En febrero de 2022, antes de asumir la presidencia, Peña enfatizó la necesidad de convertir los planes de gobierno en políticas de Estado, especialmente en educación y salud. Propuso iniciar un proceso de transformación educativa en Paraguay, enfocándose en mejorar el capital humano como motor de progreso.
Carlos Giménez, ministro de Agricultura y Ganadería de Paraguay, manifestó a finales de febrero de 2024 su oposición a que personas con «tendencia homosexual» sean admitidas en escuelas agrícolas. Posteriormente, pidió disculpas por «la interpretación de sus declaraciones». Santiago Peña lamentó los dichos pero lo respaldó en el cargo, sin aplicar sanciones.
En abril de 2024, Peña promulgó la ley «Hambre Cero en las Escuelas», sancionada por el Congreso, un programa que busca garantizar la alimentación de los estudiantes en las instituciones educativas públicas del país. Según el periódico ABC Color, el programa excluyó a cientos de niños de escuelas especiales y centros de apoyo a la inclusión, dejándolos sin alimentación. El Ministerio de Educación y Ciencias (MEC) reconoció la situación y propuso revisar y corregir el alcance del programa.
Durante el inicio del año escolar en febrero de 2025, Peña reconoció las deficiencias en la infraestructura de las escuelas, comprometiéndose a mejorar las condiciones físicas de las instituciones educativas para facilitar un ambiente de aprendizaje adecuado. Anunció la construcción de diecisiete «grandes escuelas» en diferentes regiones del país, destinadas a ofrecer educación de alta calidad y equipamiento moderno, buscando reducir la deserción escolar y mejorar los índices de aprendizaje. Peña expresó su entusiasmo por este proyecto y reconoció que aún hay desafíos que superar en el sistema educativo nacional.
En marzo de 2025, el presidente destacó la entrega histórica de 430 000 mobiliarios escolares, como parte del fortalecimiento del sistema educativo y la mejora de las condiciones de aprendizaje. Anunció la ampliación de plazas para las becas gubernamentales, beneficiando a más estudiantes que aprobaron las pruebas y cumplieron con los requisitos establecidos.

### Políticas sociales y derechos humanos

#### Transparencia y acceso a la información pública
A inicios de mayo de 2024, Peña firmó el decreto n.º 1604, objetando parcialmente el proyecto de ley n.º 7257, que modificaba la ley n.º 5282/2014 sobre el acceso a la información pública. El veto se centró en el inciso «g» del artículo 10, que proponía la divulgación de datos sensibles, como los beneficiarios de tierras públicas y transacciones gubernamentales. El Ejecutivo argumentó que dicha publicación violaba el derecho a la intimidad y el secreto estadístico, constituyendo una amenaza para los derechos fundamentales de los ciudadanos. El proyecto fue devuelto al Senado para su reconsideración.

#### Medios de comunicación y libertad de prensa
Durante el gobierno de Santiago Peña, la situación de los medios de comunicación y la libertad de prensa en Paraguay experimentó un retroceso, según el Índice Chapultepec de la Sociedad Interamericana de Prensa (SIP). En 2023, Paraguay descendió al puesto #10 en el ranking de libertad de expresión en América Latina, una caída respecto a la posición #8 del año anterior. Este cambio llevó al país a ser calificado como «en restricción» de la libertad de prensa, en lugar de «baja restricción».
Santiago Peña ha sido cuestionado por sectores de la prensa, especialmente por ABC Color, debido a presuntos conflictos de interés y uso de bienes públicos. En varias ocasiones respondió de forma crítica, acusando a medios de extorsión y manipulación. Tras revelaciones sobre su participación en Ueno Holding, empresa beneficiada durante su gobierno, anunció en abril de 2025 la venta de sus acciones. Aunque firmó la Declaración de Chapultepec, su relación con la prensa ha sido tensa.

### Seguridad y justicia
En agosto de 2024, Peña anunció una inversión de 500 millones de dólares para fortalecer la seguridad y la defensa de Paraguay, teniendo como objetivo mejorar la capacidad operativa de las Fuerzas Armadas y las fuerzas policiales del país.
El 3 de diciembre de 2024, el presidente Santiago Peña promulgó la ley N.º 7389, estableciendo el «Régimen Nacional de Integridad, Transparencia y Prevención de la Corrupción» y creando el Consejo Nacional Anticorrupción, en sustitución de la Secretaría Nacional Anticorrupción. Esta ley fue presentada como un avance en la lucha contra la corrupción en Paraguay. Sin embargo, la implementación ha sido cuestionada debido a la exclusión de las binacionales, como Itaipú, de la fiscalización de organismos como la Dirección Nacional de Contrataciones Públicas (DNCP) y la Contraloría General de la República (CGR). La falta de control sobre las licitaciones, en especial en casos de presunta sobre facturación en la adquisición de pupitres y ambulancias, ha generado denuncias de corrupción y direccionamiento. Además, la modificación de la ley N.º 7089 sobre conflictos de interés, que eliminó las restricciones a funcionarios para poseer acciones en empresas que operan con el Estado, también ha sido objeto de controversia. Un informe del Departamento de Estado de los Estados Unidos criticó la «desenfrenada corrupción» y la falta de seguridad jurídica en el país, dificultando las inversiones extranjeras y destacando que aún quedaba mucho por hacer en términos de lucha contra la impunidad.
En abril de 2025, Peña firmó el Decreto N.º 3749, reglamentando la Ley N.º 7027/2022, que eleva a ₲ 7000 millones la recompensa por información sobre el paradero de los ciudadanos secuestrados Edelio Morínigo, Félix Urbieta y Óscar Denis. El decreto autoriza al Ministerio del Interior a realizar pagos parciales o totales, según la calidad y veracidad de la información, mediante fondos reservados. La norma establece que cualquier ciudadano podrá aportar datos útiles, salvo los funcionarios públicos de instituciones de seguridad y justicia, o sus parientes hasta el quinto grado de consanguinidad. Se garantiza la confidencialidad de las fuentes y se prevé que las informaciones falsas sean denunciadas ante el Ministerio Público.

### Infraestructura y obras públicas
El 10 de mayo de 2025, se inauguró la Subestación de Interconexión Valenzuela 500 kV, considerada la más grande del sistema eléctrico paraguayo. La obra, ejecutada por la Administración Nacional de Electricidad (ANDE), beneficia a aproximadamente 770 000 usuarios de Asunción, el área metropolitana y departamentos como Cordillera, Paraguarí y Presidente Hayes. El proyecto, con una inversión de 79 millones de dólares financiados por el Fondo Financiero para el Desarrollo de la Cuenca del Plata (Fonplata), forma parte de una estrategia para fortalecer el Sistema Interconectado Nacional y avanzar en la integración energética regional. El presidente Peña destacó la importancia de diversificar la matriz energética del país, promoviendo acuerdos con Argentina para continuar las obras de Aña Cuá, así como iniciativas con Itaipú para el desarrollo de energía solar. Asimismo, impulsó la participación del sector privado en la generación y distribución eléctrica, y anunció reformas en la Ley de Energía para facilitar ese proceso.

## Política exterior

### Relaciones con Argentina

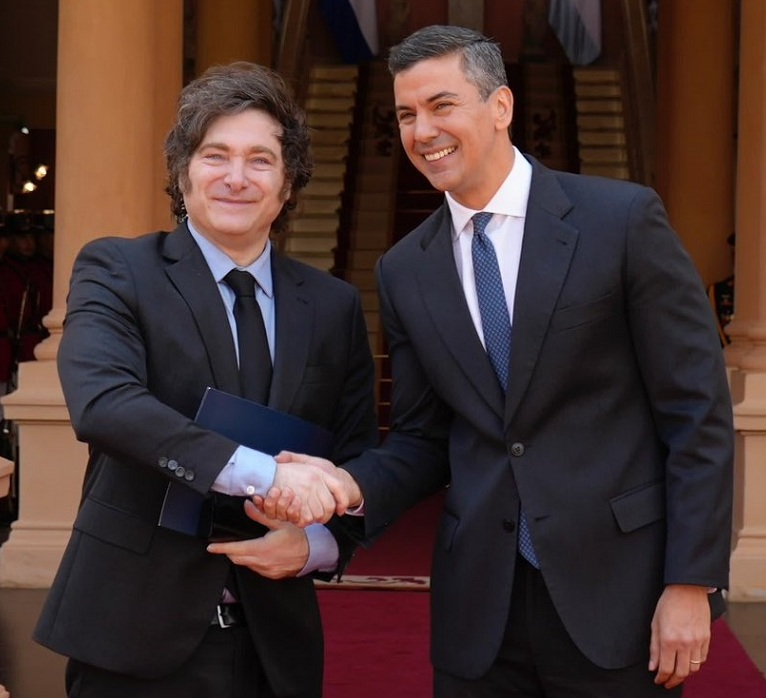
Javier Milei y Peña en abril de 2025.

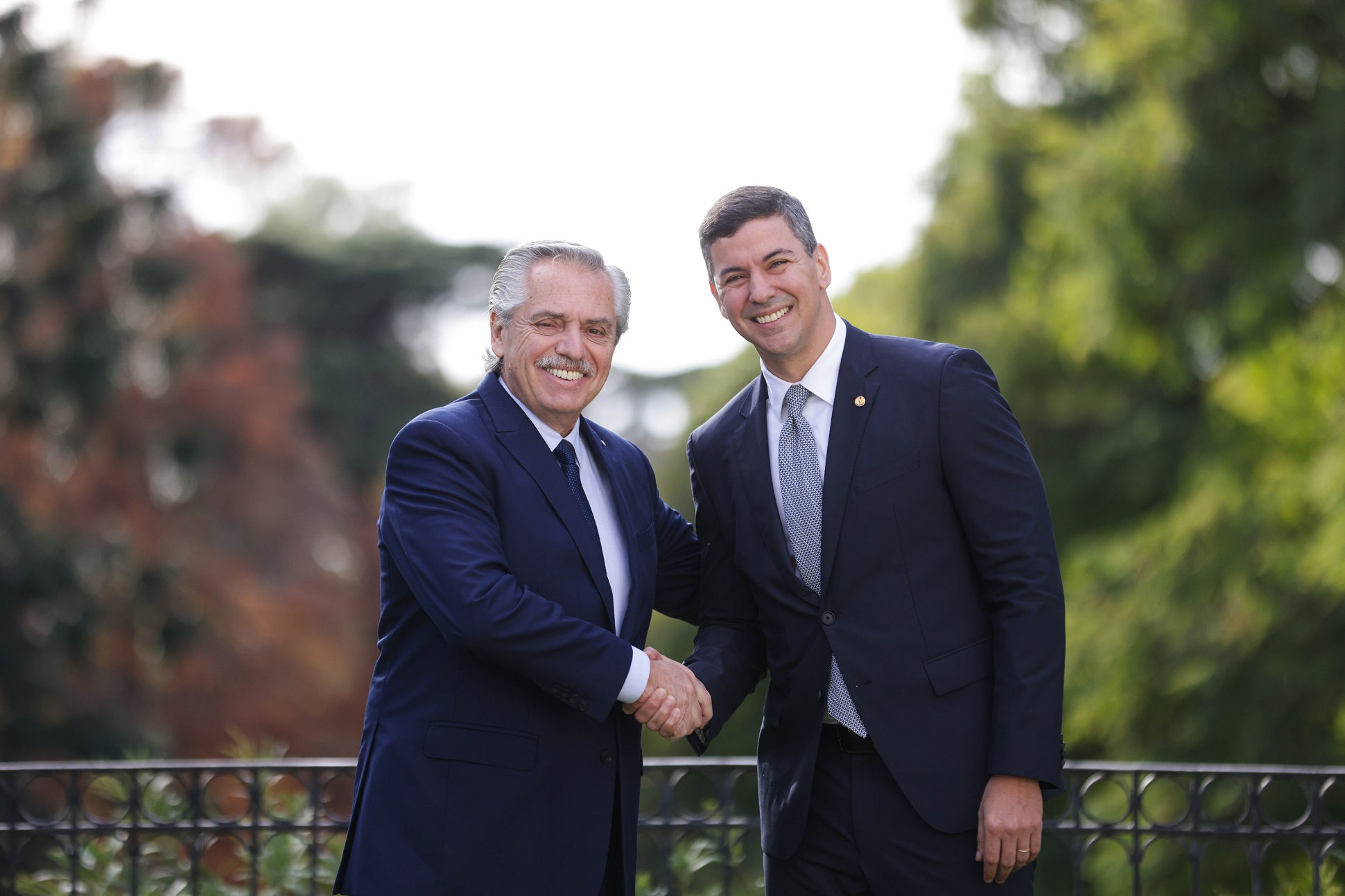
Alberto Fernández y Peña en mayo de 2023.

Peña y Javier Milei se reunieron el 9 de diciembre de 2023 y acordaron «profundizar» el Mercosur. Peña afirmó que se puso a «disposición» de Milei y asistió a su toma presidencial en diciembre de 2023.
El viceministro de Comercio de Paraguay, Óscar Stark, aseguró el 13 de diciembre de 2023 que la política económica del nuevo gobierno argentino, que aspira a eliminar los tipos de cambio múltiples y avanzar hacia la unificación cambiaria en el corto plazo, va en contra del negocio del contrabandista y, por ende, resulta favorable para Paraguay y que «va a ser mucho más fácil hablar que con el gobierno anterior».

### Relaciones con Brasil

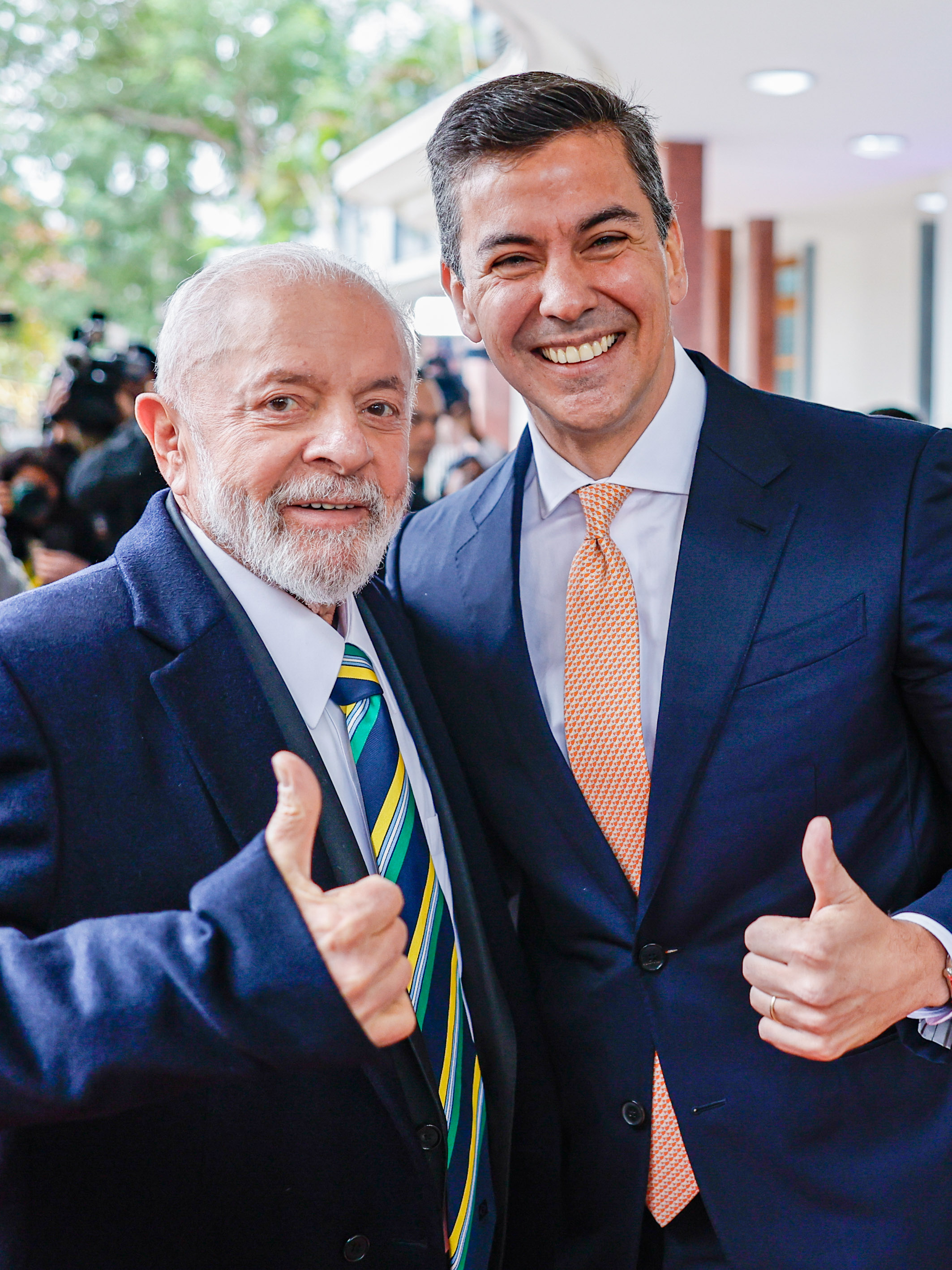
Lula da Silva y Peña en julio de 2024.

#### Tratado de Itaipú
Peña suspendió las negociaciones con Brasil sobre la revisión del Anexo C del Tratado de Itaipú, alegando un presunto caso de espionaje digital por parte de autoridades brasileñas entre 2022 y 2023. Sectores críticos señalaron que la suspensión favoreció al Brasil, al mantener congelado un proceso clave para corregir lo que consideran una histórica desventaja para Paraguay en la distribución de los beneficios de la hidroelectricidad generada por Itaipú Binacional.

### Relaciones con Estados Unidos

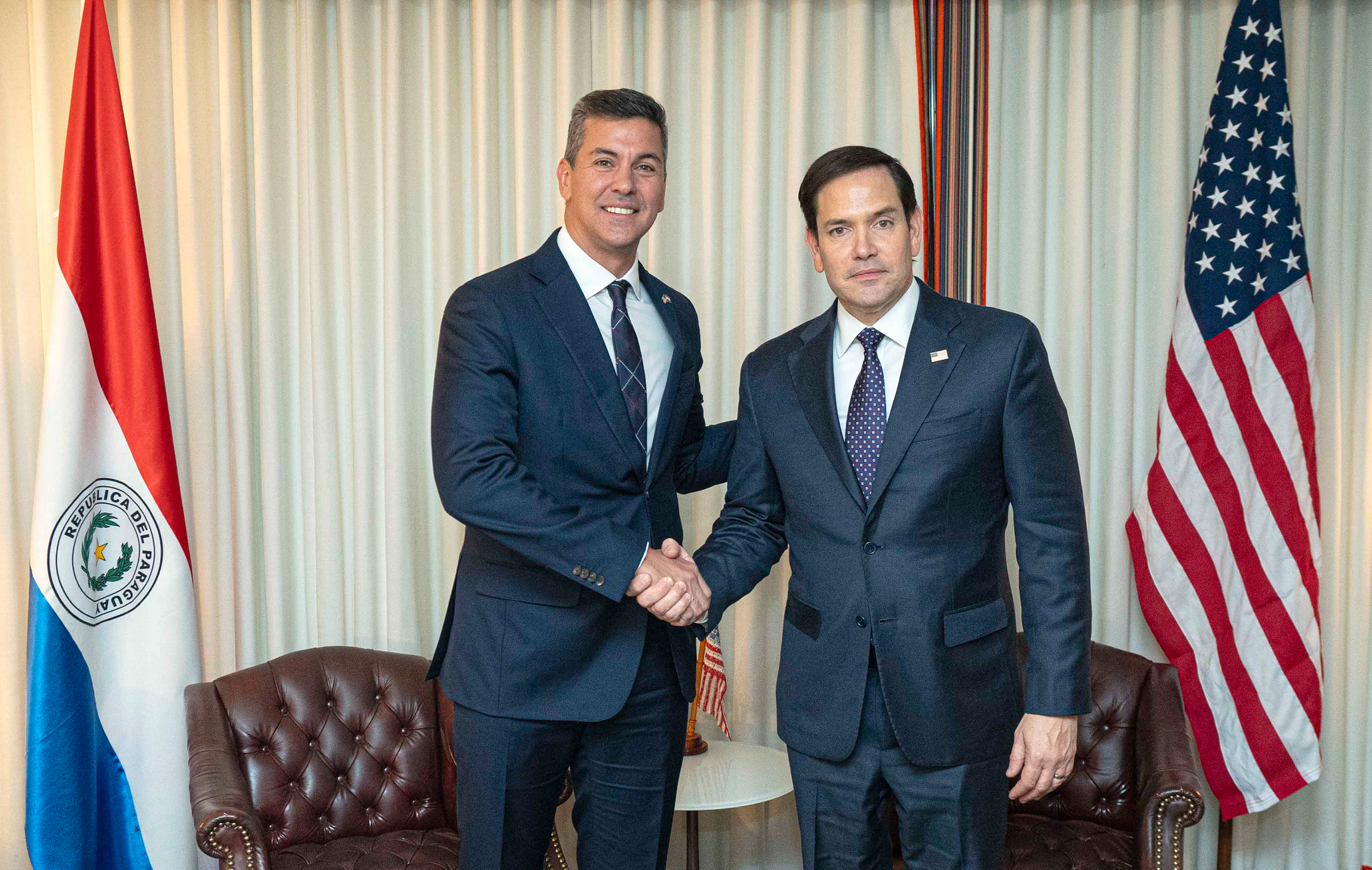
Peña junto al secretario de estado de EE. UU., Marco Rubio, en enero de 2025.

En materia de seguridad, en junio de 2024 ambos países acordaron una inversión conjunta destinada a mejorar la conectividad en zonas rurales mediante internet satelital y a fortalecer la ciberseguridad nacional. Estados Unidos comprometió USD 3 millones para conectividad y USD 3,1 millones para ciberseguridad en las fuerzas armadas paraguayas. Asimismo, en noviembre de 2024, el Ministerio de Tecnologías de la Información y Comunicación (MITIC) y el Comando Sur de los Estados Unidos realizaron una revisión conjunta de los sistemas informáticos del gobierno paraguayo, detectando y mitigando vulnerabilidades.
En diciembre de 2023, el presidente Peña recibió a la general Laura Richardson, comandante del Comando Sur de Estados Unidos, con quien abordó proyectos de cooperación en seguridad y lucha contra el crimen organizado.
En el ámbito comercial, en septiembre de 2023 se renovó hasta 2025 el programa T-FAST mediante un memorando de entendimiento, con el objetivo de reducir barreras no arancelarias al comercio agrícola y agilizar los procesos de exportación. De igual forma, en mayo de 2023 se prorrogó por dos años un convenio de cooperación entre el Departamento de Agricultura de Estados Unidos y la Dirección Nacional de Aduanas de Paraguay, con el fin de facilitar el comercio agrícola. El acuerdo estimó una reducción del 14 % en los costos y del 30 % en los tiempos de liberación de productos.
En agosto de 2025, el gobierno de Donald Trump firmó un acuerdo de cooperación migratoria con el gobierno de Peña (el acuerdo «Tercer País Seguro»), que permite que los solicitantes de asilo en territorio estadounidense tramiten sus pedidos de protección en Paraguay.

### Relaciones con Israel

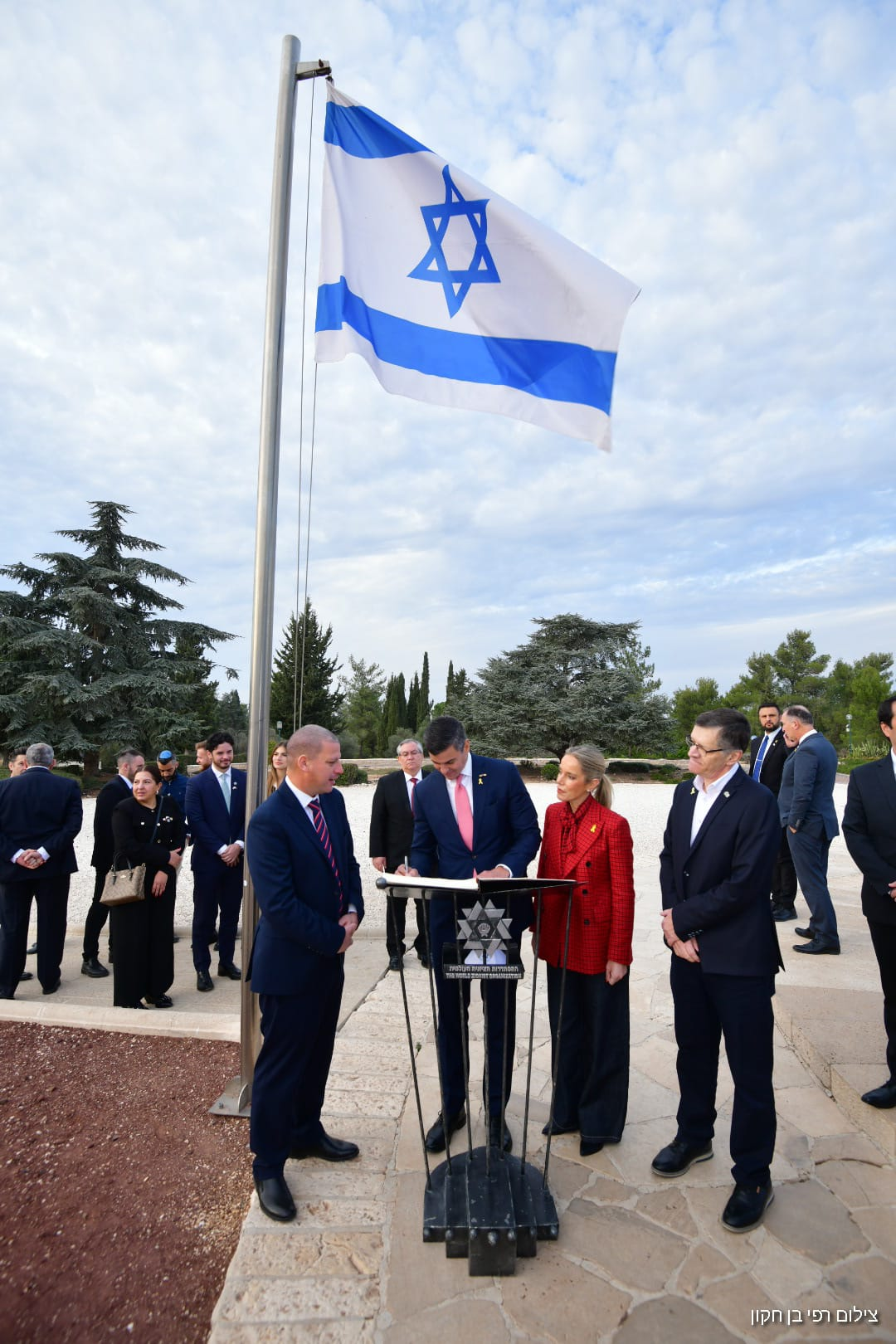
Peña en el monte Herzl en diciembre de 2024.

En mayo de 2023, Peña anunció la intención de trasladar la embajada paraguaya en Israel de Tel Aviv a Jerusalén. Dicha medida fue tomada anteriormente por Horacio Cartes en 2018, pero revertida por Mario Abdo Benítez ese mismo año, causando que Israel cerrase su embajada en Asunción. Según el canciller paraguayo Rubén Ramírez Lezcano, se espera que la embajada israelí en Paraguay se reabra en julio de 2024.
Tras el estallido de la guerra entre Israel y Gaza en octubre de 2023, el gobierno de Peña adoptó una fuerte postura proisraelí, con Paraguay absteniéndose o votando en contra de varias resoluciones de la ONU pidiendo un cese de hostilidades entre Israel y Hamás, incluyendo una votación en la que se reconocía a Palestina como estado legítimo, en la que Paraguay se abstuvo. Asimismo, Paraguay se opuso al caso de la Corte Internacional de Justicia de Sudáfrica contra Israel, en la que el primero acusaba al segundo de cometer el crimen de genocidio, así como también se opuso a la intención de Karim Khan, el fiscal jefe de la Corte Penal Internacional, de emitir órdenes de arresto internacionales contra el primer ministro israelí Benjamín Netanyahu y su ministro de defensa Yoav Galant, calificándola de «incorrecta».
En declaraciones públicas, Peña ha defendido que el respaldo a Israel trasciende su visión personal y representa, según sus palabras, «un mensaje de toda la nación paraguaya», apelando a una afinidad histórica y política entre ambos países. Esta política ha reforzado la alineación internacional de Paraguay con Estados Unidos e Israel, aunque ha generado críticas de sectores que advierten posibles repercusiones en las relaciones con países del mundo árabe y del sur global.
En diciembre de 2024, Peña atendió la reinauguración de la embajada paraguaya en Israel en Jerusalén. A nivel interno, la postura del gobierno ha sido celebrada por figuras del oficialismo como una reafirmación de los valores democráticos compartidos, aunque también suscitó cuestionamientos en el Senado por parte de sectores opositores que consideraron riesgoso el desbalance diplomático.

### Relaciones con Taiwán

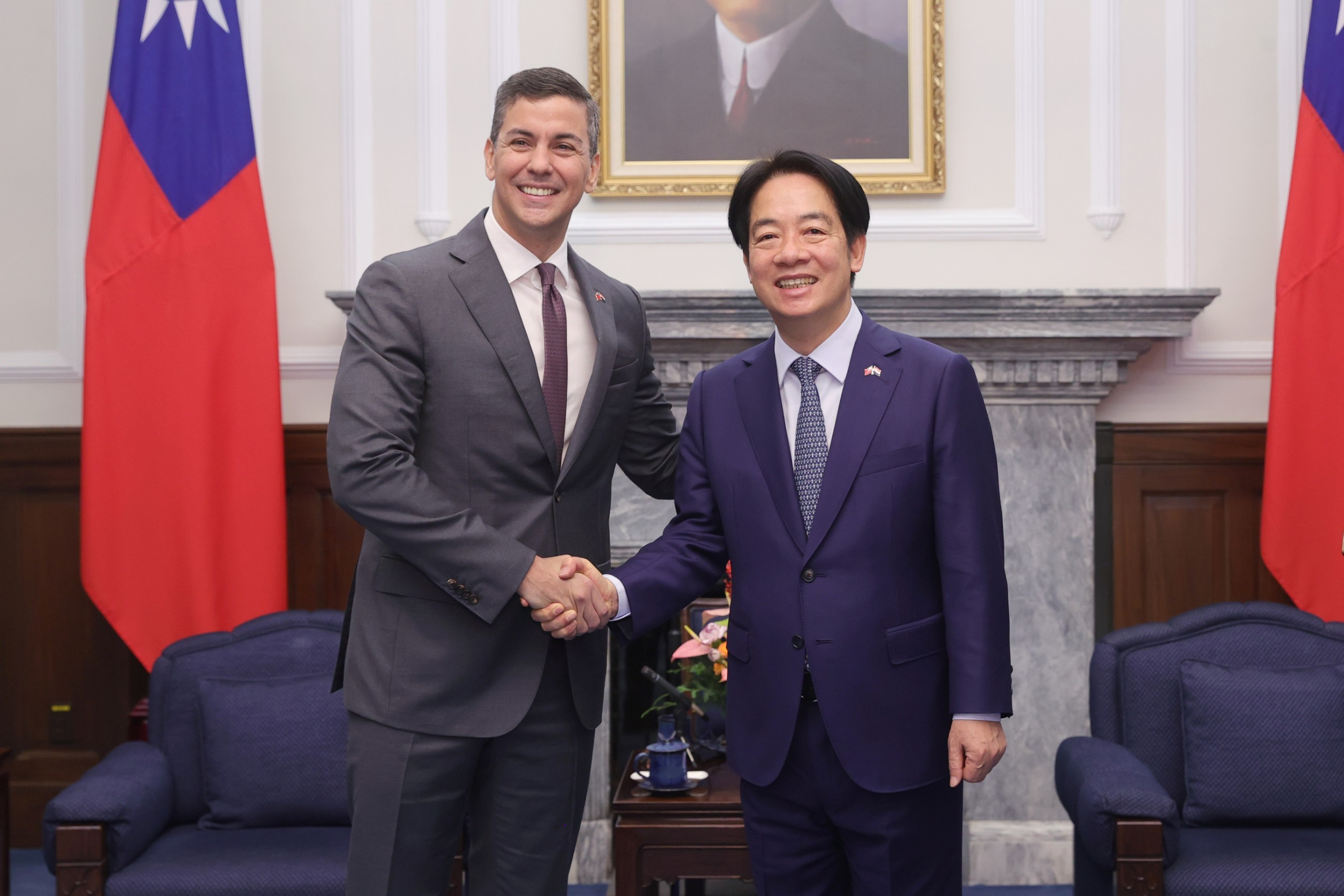
Peña junto al presidente de la República de China (Taiwán), William Lai, en mayo de 2024.

En abril de 2025, Santiago Peña recibió al secretario general de la International Cooperation and Development Fund (ICDF) de Taiwán, Yu-Lin Huang, para fortalecer la cooperación bilateral, especialmente en el ámbito de la innovación tecnológica. Se discutieron iniciativas para el desarrollo de inteligencia artificial (IA), incluida la creación de un centro de datos y la formación de talento humano en este campo. Se planteó la instalación de un centro regional de IA en Paraguay, como parte de una estrategia para fomentar el desarrollo tecnológico en el país.

### Relaciones con Venezuela

#### Restablecimiento de relaciones diplomáticas
El 15 de noviembre de 2023, Santiago Peña restableció las relaciones diplomáticas con Venezuela, tras la ruptura ocurrida en 2019 bajo el gobierno de Mario Abdo Benítez. Peña reconoció a Nicolás Maduro como presidente, afirmando que Paraguay reabriría su embajada en Caracas y que Venezuela haría lo mismo en Asunción. Peña defendió la reanudación gradual de relaciones con Venezuela, pero expresó su preocupación por la inhabilitación de la opositora María Corina Machado. Justificó el acercamiento como parte de una estrategia regional tras conversar con líderes como Lula da Silva y Gabriel Boric, asegurando que Paraguay sigue comprometido con la democracia y los derechos humanos. Aunque descartó que la decisión esté vinculada a la deuda de Petropar con PDVSA, reconoció la posibilidad de aumentar el comercio con Venezuela si hay garantías de pago.

#### Ruptura
«La República Bolivariana de Venezuela ha decidido, en ejercicio pleno de su soberanía, romper relaciones diplomáticas con la República de Paraguay y proceder al retiro inmediato de su personal diplomático acreditado en ese país».
—Comunicado del Ejecutivo venezolano (c. enero de 2025).
Venezuela rompió relaciones diplomáticas con Paraguay el 6 de enero de 2025 debido al reconocimiento de Santiago Peña a Edmundo González Urrutia como ganador de las elecciones en Venezuela. Caracas consideró esto una injerencia en sus asuntos internos y retiró a su personal diplomático de Asunción. En respuesta, el gobierno paraguayo reafirmó su respaldo a González Urrutia y exigió la salida del embajador venezolano y su equipo en un plazo de 48 horas.

### Relaciones con organizaciones gubernamentales

#### Mercosur

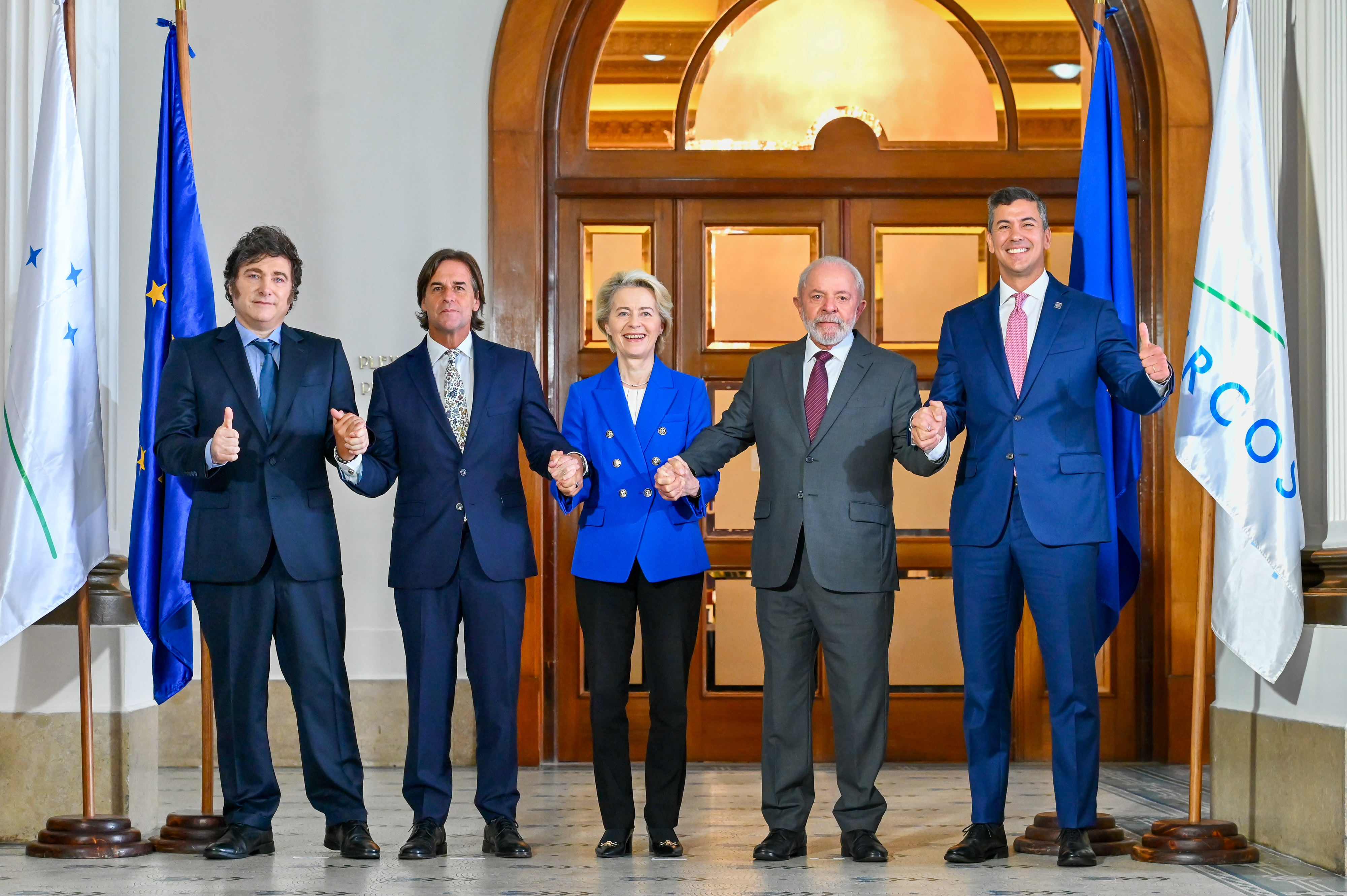
Peña junto a presidentes de los países del Mercosur y la presidenta de la Comisión Europea, Ursula von der Leyen, 6 de diciembre de 2024.

A inicios de julio de 2024, Santiago Peña manifestó su oposición a la flexibilización del Mercosur, sosteniendo que es más ventajoso negociar como bloque, y cuestionó la postura de Uruguay de avanzar con acuerdos bilaterales. Aunque en los primeros días de su mandato había mostrado una disposición hacia acuerdos extrabloque, en ese momento adoptó una postura contraria. Previo a la transferencia de la presidencia rotoria del Mercosur a Uruguay, Peña señaló la necesidad de continuar los esfuerzos para fortalecer la integración regional, reconociendo que el bloque atraviesa un momento de desafíos. En octubre de 2024, Peña moderó las expectativas respecto a un acuerdo comercial inminente entre Mercosur y la Unión Europea, subrayando que, si bien el bloque ha mostrado interés en avanzar hacia un acuerdo de libre comercio, no ha encontrado una disposición equivalente en Europa. Calificó como «inaceptable» la falta de reconocimiento por parte de Bruselas hacia las instituciones de certificación sanitaria de Paraguay. En diciembre del mismo año, se alineó con la posición del presidente de Brasil, Luiz Inácio Lula da Silva, reafirmando que Paraguay no respaldará negociaciones unilaterales que pudieran fragmentar la cohesión del Mercosur.

#### OEA
Peña impulsó inicialmente la candidatura de su canciller, Rubén Ramírez Lezcano, para la Secretaría General de la Organización de los Estados Americanos (OEA), aunque esta fue retirada en marzo de 2025 tras el respaldo regional al candidato de Surinam, Albert Ramdin. No obstante, el gobierno paraguayo ha destacado la relevancia de mantener vínculos institucionales con el Congreso de los Estados Unidos en el marco de la agenda bilateral.

#### OCDE
Durante una intervención ante empresarios argentinos en octubre de 2024, Peña afirmó que uno de los principales objetivos de su gobierno es que Paraguay se convierta en miembro de la Organización para la Cooperación y el Desarrollo Económico (OCDE). Explicó que, para lograr este objetivo, es esencial continuar promoviendo el desarrollo en áreas clave como la educación y la seguridad.

## Oposición
Entre el 25, 26 y 27 de marzo de 2025, diversas organizaciones sociales, políticas y campesinas, entre ellos el Partido Liberal Radical Auténtico y la Federación Nacional Campesina, realizaron manifestaciones en varias ciudades del país en contra del gobierno de Santiago Peña.

### Críticas
El 7 de abril de 2025, Arnoldo Wiens (ANR) cuestionó la gestión de Santiago Peña, acusándolo de incumplir sus promesas electorales y de permitir que un grupo cercano al Gobierno acumule rápidamente grandes fortunas. Según Wiens, la ciudadanía, en especial en el interior del país, no ha experimentado mejoras sustanciales, y reclamó mayor transparencia y compromiso con los principios defendidos durante la campaña.
Pocos días después, el exdiputado Édgar Acosta (PLRA) amplió las críticas, acusando al presidente de priorizar intereses empresariales propios y de su entorno por encima del bienestar general. En declaraciones a ABC Cardinal, Acosta afirmó que Peña habría impulsado cambios en la Ley de Conflicto de Intereses para favorecer sus vínculos privados, y que su nombre y el de sus allegados aparecen vinculados a diversas licitaciones públicas. A su juicio, esta conducta confirmaría las advertencias hechas tras su elección, que apuntaban a un gobierno orientado a beneficiar a un sector económico específico, en línea con una estrategia más amplia del cartismo para preservar su poder mediante el control de recursos clave.
El 21 de abril, las críticas se intensificaron desde el ámbito religioso. El obispo emérito Mario Melanio Medina advirtió sobre la penetración del narcotráfico en las instituciones estatales y denunció que la Justicia estaría subordinada al poder económico ilícito. Acusó al Partido Colorado de actuar en favor de intereses particulares, contribuyendo a la desigualdad social y al deterioro de las instituciones democráticas. Medina manifestó preocupación por la falta de seguridad jurídica, la debilidad de la oposición política y expresó escepticismo respecto a las negociaciones del Anexo C del Tratado de Itaipú, señalando que los eventuales beneficios favorecerían principalmente a Brasil.
Santiago Peña fue criticado por su decisión de no asistir al funeral del papa Francisco. En su lugar, Peña optó por un viaje de once días a Estados Unidos para recibir una premiación privada, lo que generó sorpresa y desaprobación. Se consideró que la ausencia de Peña representaba una falta de reciprocidad hacia el afecto demostrado por Francisco hacia Paraguay, una nación profundamente católica.
Peña también ha atraído críticas por sus viajes internacionales, que han sido percibidas como excesivas. Para mediados de mayo de 2025, se calcula que Peña ha hecho más de 40 viajes internacionales como jefe de Estado, con un costo de ₲4.000 millones (o US$585.000), y un total de 126 días fuera de territorio paraguayo. Sus simpatizantes han defendido estas medidas, alegando que atraen más inversión privada al Paraguay.